# Janez IV. Ravenski
Janez IV. Ravenski, italijanski katoliški patriarh, * 10. stoletje, † 19. junij 1019

## Biografija
O družinskem poreklu in poreklu tega patriarha ni gotovih podatkov. Vsekakor je bil Janez zvest privrženec vladarjev Saške hiše, kot se je takrat običajno dogajalo za oglejske škofe in na splošno italijansko kraljestvo, ki so bili pogosto izbrani med pripadniki germanskih rodov. Njegovo imenovanje za oglejskega patriarha najverjetneje sega v leto 984. Iz redkih ohranjenih dokumentov o njegovem škofovanju izhajajo predvsem njegovi trdni odnosi s cesarstvom in položaj oglejskega patriarhata v Italiji in Evropi med 10. in 11. stoletjem.
Prihod saške dinastije je dal nov zagon politični in vojaški vlogi patriarhov. Če sta bila Oton I. in Oton II. naklonjena Rodoaldu, sta Oton III. in Henrik II. storila enako z Janezom. To dokazuje privilegij z dne 18. junija 990, ki se nanaša na nadoblast Ogleja nad škofovskim sedežem Concordia in opatijo Santa Maria di Sesto, predvsem pa listina z dne 28. aprila 1001, s katero je Oton III. podelil Janezu in njegovim naslednikom polovico posesti in pravic do gradu Solkan, vasi Gorica in obsežnega obmejnega pasu do alpskih grebenov, ki se je raztezal med Furlanijo in današnjo Slovenijo; druga polovica je šla furlanskemu grofu Werigandu, kar je sprožilo spor med obema, saj Janez te donacije ni sprejel; vladar pa je pozneje razsodil v korist furlanskega grofa. Janez je razmeroma pogosto sklical deželne zbore. Tiste iz let 995 (Verona) in 1015 (Oglej) so gotovi, tiste iz let 1007]] in 1016 pa verjetni. Smiselno je domnevati, da je bil njegov dolgotrajni patriarhat pomemben za nastanek ali uveljavitev institucij (čedadskega in oglejskega kanonikata, ženskega samostana Santa Marija v Ogleju in moškega samostana Svetega Martina v Belinju (Beligna) pri Ogleju), katerih ustanovitev ali prenova je verjetno posledica samega Janeza. Janez je umrl 19. junija 1019.